# Suzuki Minori
Suzuki Minori (鈴木 みのり (Linh Mộc Thật Lí) sinh ngày 1 tháng 10, 1997) là một nữ diễn viên lồng tiếng và ca sĩ người Nhật xuất thân từ tỉnh Aichi, trực thuộc E-Stone Music.

## Tiểu sử
Suzuki sinh niềm đam mê ca hát từ thuở nhỏ và cô hứng thú với các công việc liên quan đến giọng nói (như hát, dẫn lời). Cảm hứng trở thành một diễn viên lồng tiếng của cô đến từ những buổi xem anime đêm khuya hồi tiểu học. Sau khi tiết kiệm đủ tiền từ công việc bán thời gian tại năm nhất trung học, cô gia nhập vào một ngôi trường dạy lồng tiếng ở Tokyo mỗi tuần một lần. Năm 2014, tác giả của thương hiệu Macross thông báo sẽ tổ chức một buổi thử giọng, người thắng cuộc sẽ được chọn để lồng tiếng cho một vai diễn trong phim truyền hình Macross Delta sắp tới. Mẹ của Suzuki là một người hâm mộ của Macross Frontier và khi biết giấc mơ của cô là hoạt động trong ngành giải trí, đã khích lệ cô tham gia buổi thử giọng. Năm 2015, cô chiến thắng trước xấp xỉ 8,000 thí sinh tham dự. Năm 2016, Suzuki lồng giọng Freyja Wion, nhân vật chính trong Macross Delta và là một thành viên của nhóm nhạc thần tượng hư cấu Walküre.
Năm 2018, cô ra mắt sự nghiệp ca sĩ solo khi cho ra đĩa đơn đầu tiên "FEELING AROUND", đồng thời là ca khúc chủ đề của anime Ramen Daisuki Koizumi-san. Vào tháng 12 cùng năm, ra mắt album đầu tiên "Miru Mae ni Tobe!".
Năm 2021, Suzuki chiến thắng giải ca hát tại lễ Seiyū Award lần thứ 15 cùng với nhóm Walküre.

## Các vai lồng tiếng
- Nhân vật chính được tô đậm.

### Anime truyền hình
2016
- Macross Delta – Freyja Wion[5]
- Digimon Universe: Appli Monsters – Bạn của Ai (tập 1)

2017
- Kirakira PreCure a la Mode – Một cậu bé (tập 18, 49)
- Ōsama Game the Animation – Hirano Nami[10]

2018
- Cardcaptor Sakura: Clear Card – Shinomoto Akiho[11]
- Chio-chan no tsūgakuro – Shinozuka Momo[12]
- Grancrest Senki – Ema[13]
- Kakuriyo no yadomeshi – Kai, Mei[14]
- To aru majutsu no Index III – Floris[15]

2019
- Kochōki Wakaki Nobunaga – Kitsuno Ikoma[16]

2020
- Show by Rock!! Mashumairesh!! – Uiui[17]

2021
- Show by Rock!! STARS!! – Uiui[18]

2022
- Deaimon – Horikawa Mitsuri[19]
- Kuro no Shōkanshi – Sera[20]
- Petit Sekai – Shinonome Ena[21]
- Sabikui Bisco – Oto (tập 1–3, 12)
- Yūsha, Yamemasu –Dianette[22]

2023
- Sugar Apple Fairy Tale - Benjamin[23]
- Pokémon - Liko[24]
- Suki na ko ga megane o wasureta - Tōyama Maho[25]
- Pluto - Uran[26]

2024
- Gimai Seikatsu - Yomiuri Shiori[27]
- Maō-sama, Retry! R - Mink[28]

Chưa công bố
- Zenshu. - Memmeln[29]

### Anime điện ảnh
- Macross Delta: Gekijō no Walkūre (2018) – Freyja Wion[30]
- Cider no Yō ni Kotoba ga Wakiagaru (2021) – Matsushita Akiko
- Macross Delta: Zettai LIVE!!!!!! (2021) – Freyja Wion[31]

### ONA
- Live Animation Heart x Algorhythm (2017-2018) – Kirin[32]
- 25-ji, Nightcord de. Digest Animation - Journey to Bloom "SELF" (2023) - Shinonome Ena[33]

### Trò chơi điện tử
2016
- Macross Delta Scramble – Freyja Wion

2017
- New Danganronpa V3: Minna no Koroshiai Shin Gakki – Yonaga Angie[34]
- THE iDOLM@STER CINDERELLA GIRLS – Fujiwara Hajime[35]
- Kantai Collection – Amagiri / Sagiri
- Azur Lane – Crescent / Comet
- Infinite Stratos: Archetype Breaker – Onil • Comet[36]

2018
- Tokimeki Idol – Tsukishima Minato[37]
- Magia Record: Puella Magi Madoka Magica Side Story – Hiiragi Sakurako

2019
- Arknights – Sora[38]

2020
- Show by Rock!! Fes a Live – Uiui[39]
- Project Sekai: Colorful Stage! feat. Hatsune Miku – Shinonome Ena[40]

## Danh sách đĩa nhạc

### Đĩa đơn
| Bài hát                         | Ngày phát hành    | Số catalog                                       | Số catalog                        | Xếp hạng cao nhất trên Oricon | Album            |
| Bài hát                         | Ngày phát hành    | Bản thông thường                                 | Bản giới hạn                      | Xếp hạng cao nhất trên Oricon | Album            |
| ------------------------------- | ----------------- | ------------------------------------------------ | --------------------------------- | ----------------------------- | ---------------- |
| FEELING AROUND                  | 24 tháng 1, 2018  | VTCL-35267                                       | VTZL-142                          | 21                            | Mirumae ni Tobe! |
| Rewind (リワインド) / Crosswalk | 9 tháng 5, 2018   | VTCL-35272 (đĩa Sakura) VTCL-35271 (đĩa Amachu!) |                                   | 14                            | Mirumae ni Tobe! |
| Dame wa Dame (ダメハダメ)       | 7 tháng 8, 2019   | VTCL-35306                                       |                                   | 27                            | Jо̄mino           |
| Yozora (夜空)                   | 12 tháng 2, 2020  | VTCL-35311                                       | VTZL-166 (Đĩa A) VTZL-167 (Đĩa B) | 19                            | Jо̄mino           |
| Saihate (サイハテ)              | 10 tháng 11, 2021 | VTCL-35331 VTCL-35332 (đĩa Fena)                 | VTZL-191                          | 22                            | fruitful spring  |
| BROKEN IDENTITY                 | 1 tháng 6, 2022   | VTCL-35346                                       | VTZL-201 (Đĩa A) VTZL-202 (Đĩa B) | 18                            | fruitful spring  |
| Musical (ミュージカル)          | 25 tháng 1, 2023  | VTCL-35351                                       | VTZL-222                          | 31                            |                  |

### Album
| Album                            | Ngày phát hành    | Số catatlog | Số catatlog  | Xếp hạng cao nhất trên Oricon |
| Album                            | Ngày phát hành    | Bản thường  | Bản giới hạn | Xếp hạng cao nhất trên Oricon |
| -------------------------------- | ----------------- | ----------- | ------------ | ----------------------------- |
| Mirumae ni Tobe! (見る前に飛べ!) | 31 tháng 12, 2018 | VTCL-60477  | VTZL-151     | 23                            |
| Jо̄mino (上ミノ)                  | 26 tháng 8, 2020  | VTCL-60531  | VTZL-175     | 30                            |
| fruitful spring                  | 25 tháng 1, 2023  | VTCL-60568  | VTZL-221     | 23                            |